# Pablo Parés
Pablo Parés (né le 28 août 1978 en Haedo, dans la province de Buenos Aires) est un réalisateur argentin, acteur, producteur de cinéma, scénariste et monteur, connu pour son travail dans le genre du film d'horreur.
Il a dirigé et produit plus de 20 films, mais est particulièrement connu pour la réalisation de films d'horreur tels que Plage Zombie (1997) et Plage Zombie : Zone Mutante (2001), la suite dans laquelle il a également produit, joué et écrit.

## Filmographie

### Longs métrages
- 1997 : Plaga Zombie
- 2000 : Nunca asistas a este tipo de fiestas
- 2001 : Plaga zombie: Zona mutante
- 2004 : Jennifer's Shadow
- 2007 : Filmatron
- 2009 : 100% lucha, el amo de los clones
- 2009 : Kapanga todoterreno
- 2010 : Nunca más asistas a este tipo de fiestas
- 2010 : Post: La aventura completa
- 2011 : Plaga Zombie: Zona Mutante: Revolución Tóxica
- 2015 : Daemonium: Underground Soldier
- 2018 : Bruno Motoneta
- 2018 : Soy tóxico
- 2021 : PussyCake (Emesis)